# ヴィルヘルム・ラジヴィウ
フリデリク・ヴィルヘルム・パヴェウ・ミコワイ・ラジヴィウ（波: Fryderyk Wilhelm Paweł Mikołaj Radziwiłł）またはフリードリヒ・ヴィルヘルム・パウル・ニコラウス・フォン・ラジヴィウ（独: Friedrich Wilhelm Paul Nikolaus Fürst von Radziwill, 1797年3月19日 - 1870年8月5日）は、プロイセン王国のポーランド系貴族、軍人。歩兵大将（General der Infanterie）。侯爵（Fürst）/公爵（książę）。ニャスヴィシュの第13代オルディナト。

## 生涯
プロイセン領ポーゼン大公国の総督を務めたアントニ・ヘンリク・ラジヴィウ侯と、その妻でプロイセン王子フェルディナントの娘であるルイーゼの間の長男として生まれた。1848年、フリードリヒ・フォン・ヴランゲル元帥の麾下で第1次シュレースヴィヒ＝ホルシュタイン戦争に参加し、司令部に務めた。1860年に工兵軍団長および要塞視察官となったが、1866年に引退した。1858年よりマクデブルク市の名誉市民となった。死後の1889年、プロイセン軍第1工兵大隊（Pionier-Bataillon „Fürst Radziwill“ (Ostpreußisches) Nr. 1）がヴィルヘルムを顕彰すべく「ラジヴィウ侯」を通称に冠している。
1825年1月23日、ポーゼン（現在のポーランド領ヴィエルコポルスカ県ポズナン）において同族のヘレナ・ラジヴィウヴナ侯女（1805年 - 1827年）と結婚したがすぐ死別し、1832年5月4日にテプリッツ（現在のチェコ領ウースチー州テプリツェ）においてクラリー＝アルトリンゲン伯爵夫人マティルデ（1806年 - 1896年）と再婚した。最初の妻との間に娘1人を、2番目の妻との間に長男アントニ・ヴィルヘルム（1833年 - 1904年）をはじめ9人の子女をもうけた。